# بابي ديوب
بابي ديوب (بالفرنسية: Pape Malick Diop)‏ مواليد 29 ديسمبر 1974 في السنغال، هو لاعب كرة قدم فرنسي دولي سابق كان يلعب كمدافع. سبق له أن لعب في كأس العالم لكرة القدم مع منتخب بلاده. لعب خلال مسيرته 135 مباراة سجل خلالها 5 أهداف.

## روابط خارجية
- بابي ديوب على موقع الاتحاد الدولي (مؤرشف)  (الإنجليزية)
- بابي ديوب على موقع رابطة كرة القدم الفرنسية للمحترفين (الإنجليزية)
- بابي ديوب على موقع قاعدة بيانات كرة القدم.إي يو (الإنجليزية)
- بابي ديوب على موقع ليكيب (الفرنسية)
- بابي ديوب على موقع ناشيونال فوتبول تيمز (الإنجليزية)
- بابي ديوب على موقع عالم كرة القدم.نت (الإنجليزية)